# Episodi de Il commissariato Saint Martin (tredicesima stagione)
La tredicesima stagione della serie televisiva Il commissariato Saint Martin è stata trasmessa in anteprima in Francia dalla France 2 tra l'8 maggio 2009 e il 28 agosto 2009.
| nº | Titolo originale     | Titolo italiano | Prima TV Francia | Prima TV Italia |
| -- | -------------------- | --------------- | ---------------- | --------------- |
| 1  | Échec scolaire       |                 | 8 maggio 2009    |                 |
| 2  | Contrôle parental    |                 | 8 maggio 2009    |                 |
| 3  | Sans papier          |                 | 15 maggio 2009   |                 |
| 4  | Dérive               |                 | 15 maggio 2009   |                 |
| 5  | Un loup pour l'homme |                 | 22 maggio 2009   |                 |
| 6  | Nouveau départ       |                 | 22 maggio 2009   |                 |
| 7  | Explosions           |                 | 29 maggio 2009   |                 |
| 8  | Impasses             |                 | 29 maggio 2009   |                 |
| 9  | Le deal              |                 | 21 agosto 2009   |                 |
| 10 | Le flag              |                 | 21 agosto 2009   |                 |
| 11 | Le choc              |                 | 28 agosto 2009   |                 |
| 12 | Règlement de compte  |                 | 28 agosto 2009   |                 |